# Bibellexikon

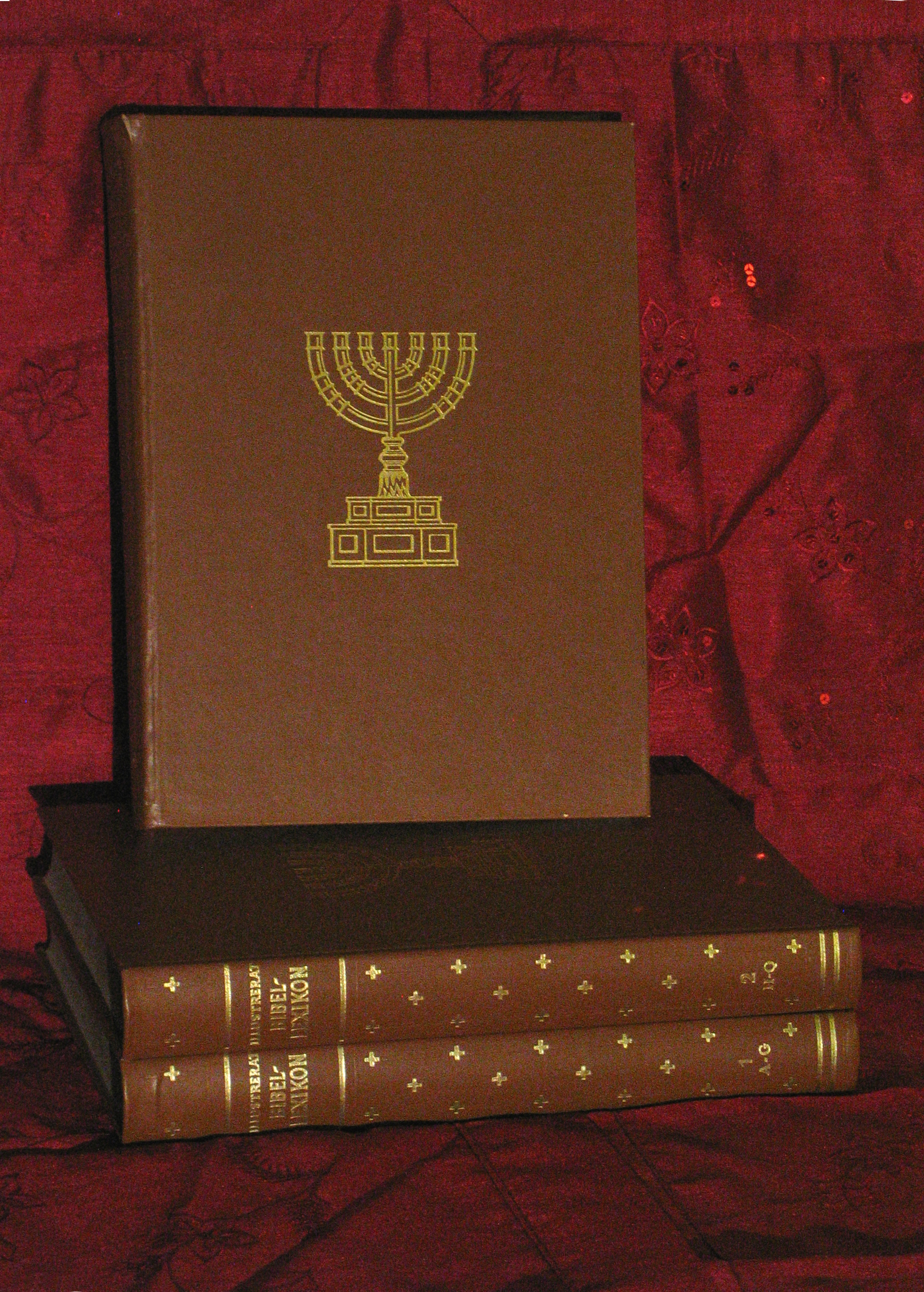
Ein schwedisches Bibellexikon in drei Bänden

Ein Bibellexikon ist ein Nachschlagewerk zur Bibel.

## Gründe für die Veröffentlichung
Da die jüngsten biblischen Schriften spätestens im 2. Jahrhundert n. Chr. geschrieben wurden und damit mindestens fast zwei Jahrtausende zwischen den in der Bibel gesammelten Erzählungen und der Gegenwart liegen, sind viele im Alten und im Neuen Testament erwähnte Personen, Gegebenheiten, Begriffe und Gegenstände heute nicht mehr unbedingt jedem Leser geläufig. Auch die meisten der dort erwähnten Völker, Orte und Reiche bestehen schon lange nicht mehr und sind häufig selbst geschichtlich gut gebildeten Menschen kaum mehr bekannt. Außerdem spielten sich die Geschehnisse überwiegend im östlichen Mittelmeerraum sowie im Nahen und Mittleren Osten ab, deren Geografie im Schulunterricht im Allgemeinen nicht behandelt wird. Zudem ist es nicht einfach, einen Überblick über die ca. 3000 in der Bibel behandelten Personen zu behalten, vor allem auch deshalb, weil es darunter auch etliche mit Namensgleichheit gibt.

## Aufbau und Unterschiede
Manche Bibellexika, wie Rienecker oder das Jerusalemer Bibellexikon, sind in erster Linie für nichttheologische Bibelleser geschrieben. Sie erklären Personen, Orte und Regionen, Begriffe, Gegenstände, Lebensmittel, Pflanzen und Tiere, die im Zusammenhang der verschiedenen Bücher der Bibel auftauchen. Bei solchen Werken gehört heute die Verwendung von Fotos zum Standard, insbesondere was archäologische Fundstücke angeht, die im Zusammenhang mit einem Stichwort im Lexikon stehen, ebenso wie die Darstellung historischer Landkarten, um Orte und Landschaften geografisch zu lokalisieren.
Andere Lexika haben sich auf bestimmte Aspekte konzentriert. Diese wenden sich teilweise eher an Studenten und Theologen.
- Das Archäologische Bibellexikon befasst sich ausschließlich mit den archäologischen Aspekten biblischer Begriffe.
- Kittels Theologisches Wörterbuch zum Neuen Testament befasst sich mit theologischen Begriffen des Neuen Testaments und stellt ausführlich ihren Gebrauch sowie hebräische Parallelausdrücke dar.
- Das IVP Dictionary of the New Testament befasst sich mit Themenkreisen und beschreibt deren Behandlung in den verschiedenen Büchern des Neuen Testaments. Im Gegensatz zu populärwissenschaftlichen Lexika enthält es auch ausführliche Literaturangaben.
- Das Dictionary for Theological Interpretation of the Bible enthält ausführliche Artikel über Themen und Bücher des Neuen Testaments und beschreibt deren Wirkungs- und Auslegungsgeschichte. Auch hier gibt es ausführliche Angaben zu weiterführender Literatur. Die einzelnen Artikel wurden von namhaften Autoren wie N. T. Wright, Robert A. J. Gagnon oder Alister McGrath verfasst.

Unter www.wibilex.de entwickelt die Deutsche Bibelgesellschaft seit 2008 ein wissenschaftliches Bibellexikon im Internet, das von deutschen Theologen verfasst und frei zugänglich ist.

## Bibellexika (Auswahl)
Siehe auch: Liste von theologischen Nachschlagewerken
- Otto Betz, Beate Ego, Werner Grimm: Calwer Bibellexikon. 2. Auflage. Calwer, Stuttgart 2006, ISBN 3-7668-3838-5.
- Helmut Burckhardt, Fritz Grünzweig, Fritz Laubach, Gerhard Maier (Hrsg.): Das große Bibellexikon. 2 Bände. SCM R. Brockhaus, 2009, ISBN 978-3-417-26300-8.
- Manfred Görg, Bernhard Lang (Hrsg.): Neues Bibel-Lexikon. 3 Bände. Benziger, Zürich / Düsseldorf 1991/1995/2001, ISBN 978-3-545-23074-3 / ISBN 978-3-545-23075-0 / ISBN 978-3-545-23076-7.
- Anton Grabner-Haider (Hrsg.): Praktisches Bibellexikon. Unter Mitarbeit katholischer und evangelischer Theologen. 1969; 14. Auflage Freiburg im Breisgau 1996; Neudruck („15., aktualisierte Ausgabe“) Wiesbaden 2005.
- Jacob Hamburger: Real-Encyclopädie für Bibel und Talmud. K. F. Köhler, Leipzig 1892.
- Kurt Hennig (Hrsg.): Jerusalemer Bibellexikon. 4. Auflage.  Hänssler, Neuhausen / Stuttgart 1998, ISBN 3-7751-2367-9.
  - basierend auf Shalom M. et al.: Illustrated Dictionary and Concordance of the Bible. 1986.

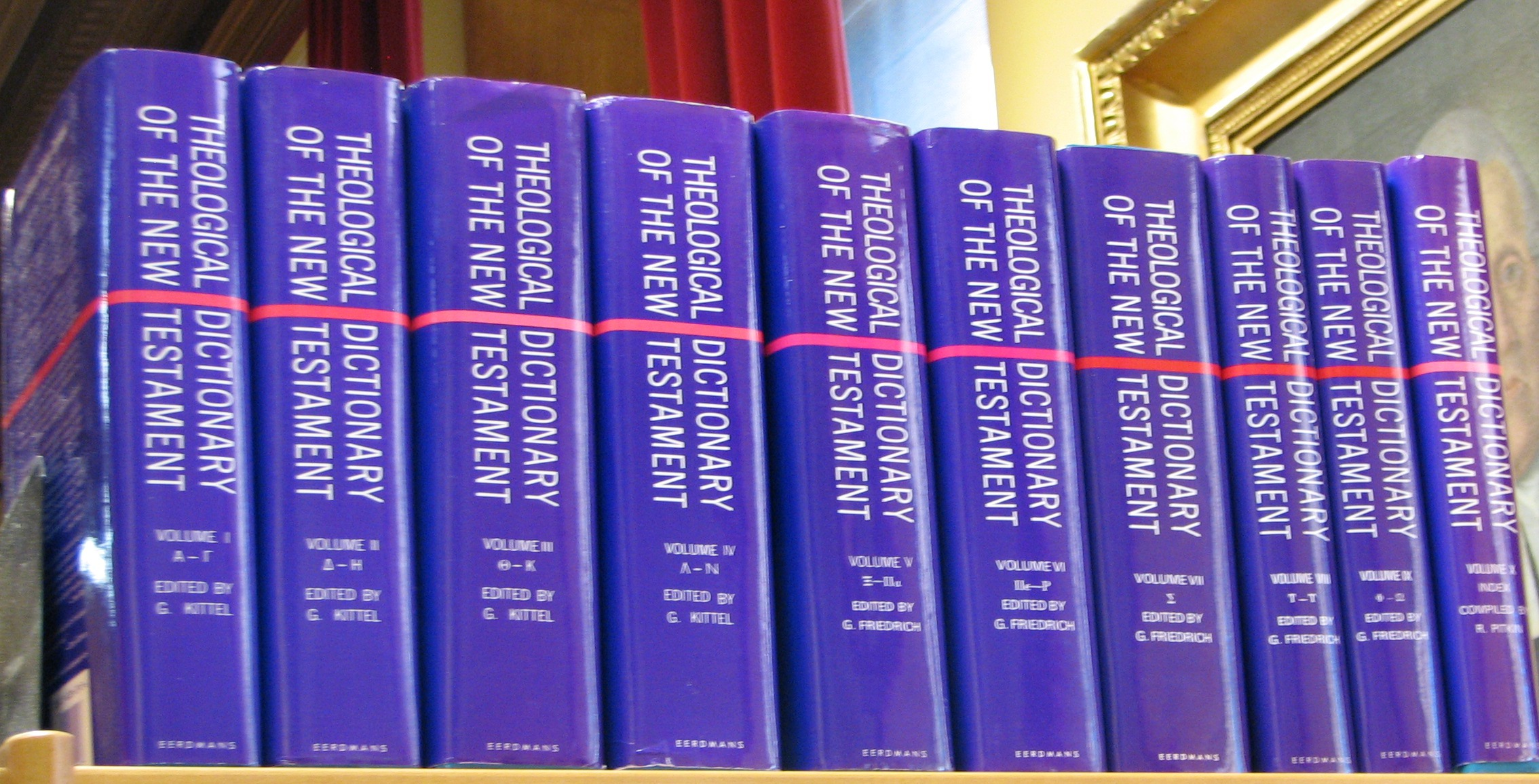
Englischsprachige Ausgabe des Theologischen Wörterbuchs zum Neuen Testament

- Gerhard Kittel (Hrsg.), Friedrich Gerhard (Hrsg. ab Band 5): Theologisches Wörterbuch zum Neuen Testament. 10 Bände. W. Kohlhammer, Stuttgart 1933–1979 (und mehrere Nachdrucke). Bedeutend durch die Mitarbeit bekannter Exegeten wie Rudolf Bultmann, Joachim Jeremias, Otto Procksch, Gerhard von Rad, Hermann Sasse, Julius Schniewind, Hans Freiherr von Soden, Gustav Stählin, Ethelbert Stauffer und andere. Das Theologische Wörterbuch zum Neuen Testament wurde auch ins Englische übersetzt (siehe oben).
- Klaus Koch, Eckart Otto, Jürgen Roloff: Reclams Bibellexikon. Reclam, Stuttgart 2004, 7. überarbeitete u. erweiterte Auflage,  ISBN 3-15-010555-2 (1. Auflage 1978).
- Franz Kogler (Hrsg.), Renate Egger-Wenzel und Michael Ernst (Redaktion): Herders Neues Bibellexikon. Freiburg im Breisgau 2008, ISBN 978-3-451-32150-4.
- Elsbeth Meyer-Baltensweiler,  Joachim Drechsel, Derek Williams (Hrsg.): Brunnen Bibel-Lexikon, Brunnen Verlag Gießen, Neuauflage 2019, ISBN 3-7655-5438-3.
- Bibel-Enzyklopädie des Archimandriten Nikifor Illjustrirowannaja polnaja populjarnaja Bibleiskaja enziklopedija (ru.: Иллюстрированная полная популярная Библейская энциклопедия), russisches Bibellexikon. Moskau 1891–1892
- Daniel G. Reid: The IVP Dictionary of the New Testament. InterVarsity Press, 2004, ISBN 0-8308-1787-5.
  - Zusammenführung ausgewählter Artikel aus Dictionary of Jesus and the Gospels (1992), Dictionary of Paul and His Letters (1993), Dictionary of the Later New Testament and Its Developments (1997) und Dictionary of New Testament Background (2000); alle InterVarsity Press.
- Fritz Rienecker, Gerhard Maier, Alexander Schick, Ulrich Wendel: Lexikon zur Bibel. Personen, Geschichte, Archäologie, Geografie und Theologie der Bibel. SCM R. Brockhaus, Witten 2013, ISBN 978-3-417-26550-7.
- Werner H. Schmidt, Gerhard Delling: Wörterbuch zur Bibel. Theologischer Verlag, Zürich 1971, ISBN 3-7730-0031-6.
- Kevin J. Vanhoozer et al.: Dictionary for Theological Interpretation of the Bible. Grand Rapids: Baker Academic, 2005, ISBN 0-8010-2694-6.
- Michaela Bauks, Klaus Koenen, Stefan Alkier (Hrsg.); Florian Faul (Redaktion): Das wissenschaftliche Bibellexikon im Internet. Deutsche Bibelgesellschaft, Stuttgart, online: WiBiLex.
- Heinz Obermayer: Kleines Stuttgarter Bibel-Lexikon. Überarbeitete Neuauflage. Katholisches Bibelwerk, Stuttgart 1999, ISBN 3-460-30054-X.
- Wachtturm-Gesellschaft: Einsichten über die Heilige Schrift. 2 Bände, Selters 1990/92, online: als Teil der Wachtturm Online-Bibliothek (auch in Englisch und zahlreichen weiteren Sprachen).